# Distrito de Santa Rosa (Jaén)
El distrito de Santa Rosa es uno de los doce que conforman la provincia de Jaén en el departamento de Cajamarca en el Norte del Perú.
Desde el punto de vista jerárquico de la Iglesia católica forma parte del Vicariato Apostólico de San Francisco Javier, también conocido como Vicariato Apostólico de Jaén en el Perú.

## Historia
El distrito de Santa Rosa fue creado por Ley N° 9868 del 28 de diciembre de 1943; en el primer gobierno del Presidente Manuel Prado Ugarteche.
En la misma ley se crea los distritos de: Namballe,  San José del Alto, Chontali, Pomahuaca y San José de Lourdes.

## Geografía
Se ubica en la zona central de la provincia de Jaén, con una extensión aproximada de 282,8 km².

## Autoridades

### Municipales
- 2019 - 2022[3]
  - Alcalde: Helder Roberto Delgado Tello, de Alianza para el Progreso.
  - Regidores:

  1. Mauricio Paredes Vislao (Alianza para el Progreso)
  2. Héctor Romero Santa Cruz (Alianza para el Progreso)
  3. Santos Secundino León Palomino (Alianza para el Progreso)
  4. Derly Jhoana Becerra Cubas (Alianza para el Progreso)
  5. José Gilmer Cercado Gil (Movimiento de Afirmación Social)

### Policiales
- Comisario:    PNP

## Festividades
- 30 de agosto : Santa Rosa